# Calamomyia nassauensis
Calamomyia nassauensis är en tvåvingeart som först beskrevs av Ephraim Porter Felt 1908.  Calamomyia nassauensis ingår i släktet Calamomyia och familjen gallmyggor. Inga underarter finns listade i Catalogue of Life.